# Новий Каїнлик
Новий Каїнли́к (рос. Новый Каинлык, башк. Яңы Ҡайынлыҡ) — село (у минулому присілок) у складі Краснокамського району Башкортостану, Росія. Адміністративний центр Новокаїнликівської сільської ради.
Населення — 615 осіб (2010; 576 у 2002).
Національний склад:
- башкири — 87 %